# 西高岡站
西高岡站（日语：／ Nishi-takaoka eki */?）是隸屬於愛之風富山鐵道及日本貨物鐵道（JR貨物）的鐵路車站，車站編號03，座落於富山縣高岡市，現時只停靠普通列車。最初只是信號場，用作高岡～福岡間近9公里長的列車交換設施，但很快便昇格為客運車站。周邊過往主要為農地，近年在車站附近陸續新建住宅，再加上附近設有數所學校，令車站客量有輕微上升的跡象。

## 車站結構
設有水泥建單層平房式站舍1座，中間為正門及開放式閘口；左側為候車大堂，設有大約20張獨立式座位。JR時代曾在貼近閘口的側牆設置了1部簡易式自動售票機，但愛之風富山鐵道接管後，因只設有螢幕式售票機，所以未有在本站重新安裝自動售票機。右側近閘口為售票窗口，前端為原有職員留宿處，現時該部份已不再使用。現時為簡易委託站，每天均有職員負責發售車票事宜，但清早及晚上則沒有職員駐守，乘客只能以ICOCA卡入閘，或直接向列車上的車掌購票。
設有側式月台2個，共提供2面2線的配置，與附近的車站不同，因是較後期才新增的車站，因此並不設有避線供普通列車避讓特急列車或貨物列車。
通過閘口後，再繞過用作遮擋通過列車氣流的分隔牆，沿無障礙斜道便可到達1號月台，至於前往2號月台，則透過位於月台中央的跨線行人天橋連接。

### 月台配置
| 月台 | 路線              | 方向 | 目的地         |
| ---- | ----------------- | ---- | -------------- |
| 1    | ■愛之風富山鐵道線 | 下行 | 高岡、富山方向 |
| 2    | ■愛之風富山鐵道線 | 上行 | 金澤方向       |

## 歷史
- 1956年11月19日：日本國有鐵道北陸本線福岡～高岡間新設交換設施「西高岡信號場」。
- 1957年4月25日：昇格為「西高岡站」。
- 1971年10月1日：停止貨物提取服務。
- 1987年4月1日：日本國鐵分割民營化，車站的營運由西日本繼承。
- 2015年：

- 3月14日：北陸新幹線開業，車站的營運由愛之風富山鐵道繼承，綠窗口停止運作。
- 3月26日：導入ICOCA感應器，適用於富山縣內所有愛之風富山鐵道線車站。

## 利用人數
| 乗車人員推算 | 乗車人員推算 | 乗車人員推算 |
| 年度         | 1日平均人數  |              |
| ------------ | ------------ | ------------ |
| 2004年       | 581          |              |
| 2005年       | 581          |              |
| 2006年       | 573          |              |
| 2007年       | 574          |              |
| 2008年       | 596          |              |
| 2009年       | 597          |              |
| 2010年       | 599          |              |
| 2011年       | 590          |              |
| 2012年       | 614          |              |
| 2013年       | 621          |              |
| 2014年       | 537          |              |
| 2015年       | 597          |              |
| 2016年       | 589          |              |
| 2017年       | 617          |              |
| 2018年       | 569          |              |

附註
1. ↑  根據高岡市統計書，至2015年3月13日為止（JR西日本）的1日平均乘車人數為528人、3月14日起至3月31日為止（愛之風富山鐵道）的平均乘車人數為697人。

## 相鄰車站
愛之風富山鐵道
■愛之風富山鐵道線
福岡 (02) －西高岡 (03) －高岡荊波 (04)

## 外部連結
- 愛之風富山鐵道西高岡站公式網頁 （页面存档备份，存于）（日語）
- 愛之風富山鐵道西高岡站旅遊指南 （页面存档备份，存于）（日語）